# Simson och Delila (Rubens)

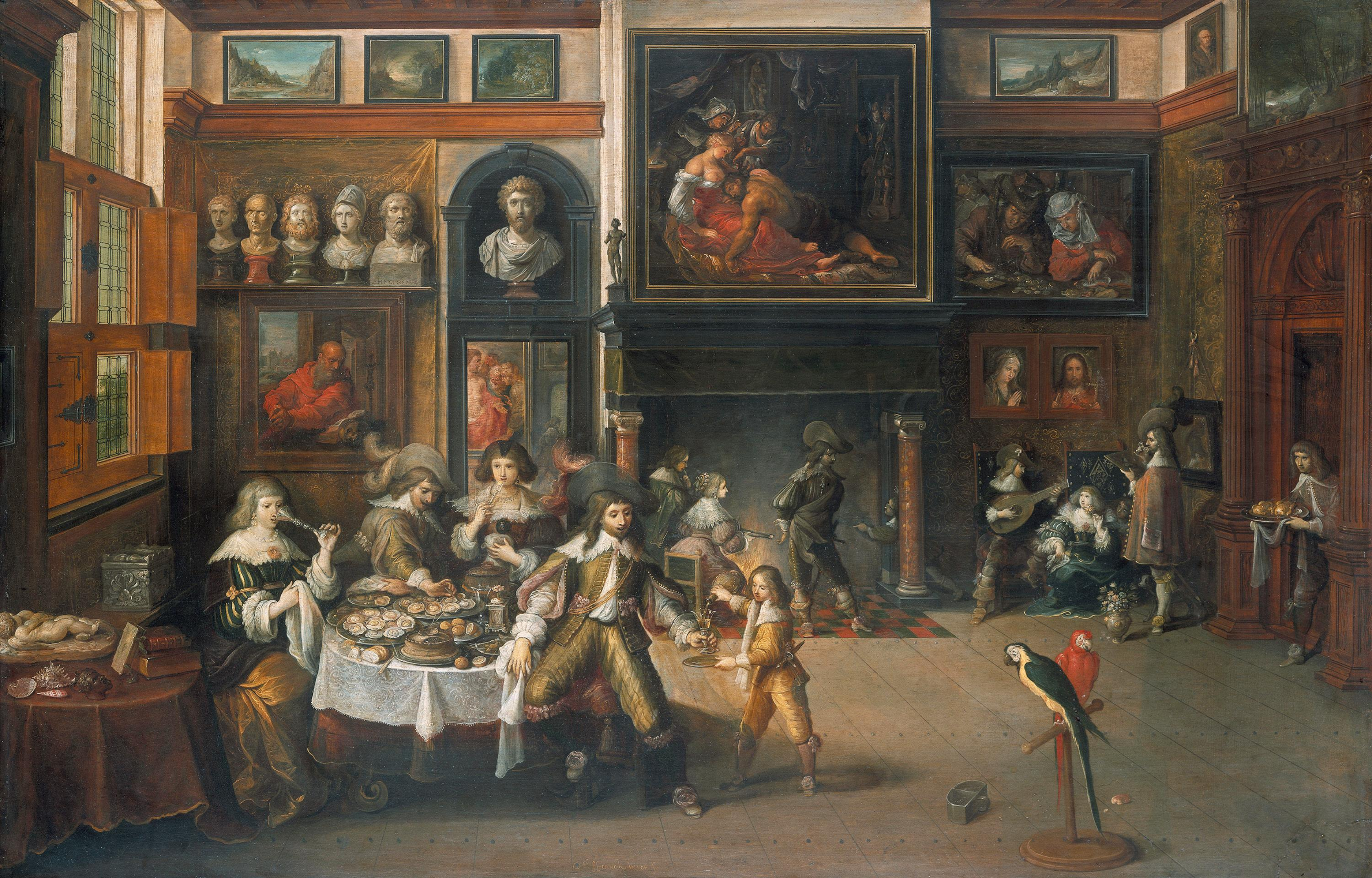
Bankett hemma hos borgmästare Rockox av Frans Francken (cirka 1630–1635), Alte Pinakothek. Rubens Simson och Delila syns på väggen i matsalen.

Simson och Delila är en oljemålning av den flamländske barockkonstnären Peter Paul Rubens. Den målades omkring 1609–1610 och ingår sedan 1980 i National Gallerys samlingar i London. Rubens utförde ett antal skisser och versioner av samma motiv (se bildgalleri).

## Motivet
Simson var enligt Domarboken (13–16) en nasir och domare, det vill säga ledare i Israel, som bekämpade filistéerna. Han förråddes av Delila, som lockade av honom att avslöja sin nasirhemlighet – att hans styrka satt i håret. Sedan hon klippt av honom håret övermannades han och fängslades av filistéerna. 
Rubens avbildar det spända ögonblicket då de första lockarna klipps och då de filisteiska soldaterna förbereder sig för att angripa den utslagna Simson. Delila ligger tillbakalutad med kinderna blossande av fysisk njutning. Huvudhållningen speglar kärleksgudinnan Venus som står som står staty i en väggnisch bakom Delila.  

## Konstnären
Efter en åttaårig vistelse i Italien återvände Rubens till Antwerpen 1608 där han året därpå utnämndes till hovmålare åt Albrekt VII av Österrike och Isabella Clara Eugenia av Spanien som var ståthållare i Spanska Nederländerna. I Italien tog han avgörande intryck av venetiansk och romersk konst, främst av Leonardo da Vinci, Michelangelo, Tizian och Caravaggio. Caravaggios inflytande kan skönjas i den dramatiska chiaroscuro-tekniken (starka ljus- och skuggeffekter) och den realistiska skildringen av människorna. Delilas lysande blodröda sidenklänning bryter av den annars tämligen sparsamt färgsatta bilden och symboliserar den passion som föregått denna scen. Simsons enorma muskelmassa är inspirerad av Michelangelo och klassisk skulptur.
Andra exempel på verk av Rubens med motiv från Gamla testamentet är Edens lustgård och syndafallet, Susanna och gubbarna och Salomos dom.

## Proveniens
Målningen utfördes efter beställning från Antwerpens borgmästare Nicolaas Rockox(en) som var en viktig mecenat till Rubens. Tavlan är avbildad hängandes på väggen i Frans Franckens målning Bankett hemma hos borgmästare Rockox från cirka 1630–1635 (utställd på Alte Pinakothek, se bild till höger). Rockox arvingarna sålde tavlan år 1700 till Johann Adam Andreas av Liechtenstein som ägde flera Rubenstavlor däribland Barnamorden i Betlehem. Den var i Huset Liechtensteins ägo fram till 1880. Därefter följde en rad privata samlare innan den 1980 inropades på Christie's av National Gallery för 5 miljoner dollar.

## Relaterade målningar
Rubens målade åtminstone ytterligare tre versioner av Simson och Delila. Chicagoversionen är troligen den första och mer skissartat i sitt utförande. Cincinnativersionerna är mindre i formatet och väldigt snarlik Londonversionen i sin bildkomposition. Chicagoversionen, liksom den på slottet Schleissheim benämns Tillfångatagandet av Simson och skildrar ögonblicket efter när Simson vaknat och de filisteiska soldaterna rusat in i rummet för att gripa Simson.  
| Version | År              | Samling                                   | Teknik        | Storlek (cm)  | Anmärkning |
| ------- | --------------- | ----------------------------------------- | ------------- | ------------- | --- |
|         | cirka 1609–1610 | Art Institute of Chicago, Chicago         | olja på pannå | 50,4 x 66,4   | Förvärvad 1923 av Art Institute of Chicago som benämner verket The Capture of Samson (Tillfångatagandet av Simson). Skiss till Londonversionen. |
|         | cirka 1609      | Cincinnati Art Museum, Cincinnati         | olja på pannå | 52,1 x 50,5   | Förvärvad av Cincinnati Art Museum 1972. |
|         | cirka 1614–1620 | Schleissheim (slott)(en), Oberschleißheim | olja på duk   | 118,3 x 133,3 | Tillhör "Bayerische Staatsgemäldesammlungen" sedan 1806. Benämns Die Gefangennahme Simsons (Tillfångatagandet av Simson).                       |